# Odontozona
Odontozona is een tienpotigengeslacht uit de familie van de Stenopodidae. De wetenschappelijke naam van het geslacht is voor het eerst geldig gepubliceerd in 1946 door Holthuis.

## Taxonomie
De volgende soorten zijn bij het geslacht ingedeeld:
- Odontozona addaia Pretus, 1990
- Odontozona anaphorae Manning & Chace, 1990
- Odontozona crinoidicola Saito & Fujita, 2009
- Odontozona edwardsi (Bouvier, 1908)
- Odontozona ensifera (Dana, 1852)
- Odontozona fasciata Okuno, 2003
- Odontozona foresti Hendrickx, 2002[3]
- Odontozona joegoyi Hendrickx & Ayón-Parente, 2014[4]
- Odontozona libertae Gore, 1981
- Odontozona lopheliae Goy & Cardosa, 2014
- Odontozona meloi Anker & Tavares, 2013
- Odontozona minoica Dounas & Koukouras, 1989
- Odontozona rubra Wicksten, 1982
- Odontozona sculpticaudata Holthuis, 1946
- Odontozona spinosissima Kensley, 1981
- Odontozona spongicola (Alcock & Anderson, 1899)[5]
- Odontozona striata Goy, 1981